# Wałcz
Wałcz (udtale: Vouch [vau̯t͡ʂ]; tysk: Deutsch Krone) er en by i den sydøstlige del af voivodskabet Vestpommern i den nordvestlige del af Polen. Byen har 24.167(2021) indbyggere og et areal på 38,16 km², og er en del af powiatet Wałcz. Wałcz, der fik byrettigheder i 1303, er blevet det administrative, industrielle og kulturelle centrum i Wałcz Søområde med selve byen beliggende på bredden af Raduń- og Zamkowesøerne. De nærmeste byer er Szczecin 130 km væk, Bydgoszcz (115 km), Piła (26 km), Poznań (120 km), Gorzów Wielkopolski (107 km) and Koszalin (120 km).
Historisk set tilhørte byen provinsen Storpolen og udgjorde en del af Polen indtil Polens delinger. Bagefter, fra 1772 til 1945, var det en del af Preussen og fra 1871 til 1945 var det også en del af Tyskland, før det blev reintegreret med Polen.

## Historie
I Højmiddelalderen var regionen i det moderne Wałcz et grænseområde mellem Pommern og Storpolen. Det blev inkluderet i den nye polske stat i slutningen af det 10. århundrede og blev integreret i Kongeriget Polen igen i begyndelsen af det 12. århundrede. Senere, som et resultat af fragmenteringen af Polen, blev det en del af Hertugdømmet Storpolen. Bortset fra en kort periode med Markgrevskabet Brandenburgs herredømme (i det 14. århundrede), forblev det en del af Polen indtil Polens første deling i 1772. Efter at byen blev genvundet af Kong Kasimir 3. af Polen i 1368, det var en kongeby og amtssæde, administrativt beliggende i Poznań Voivodeship Storpolske provins i Kongeriget Polens krone. I 1618 bragte Jan Gostomski, starost af Wałcz, jesuitterne til byen, som grundlagde jesuittkollegiet, med tilnavnet "Wałcz Athen", i 1660'erne, hvilket som nutidens  I Liceum Ogólnokształcące im. Kazimierza Wielkiego, er en af de ældste gymnasier i det nordvestlige Polen.